# Jardin botanique de Pondichéry
Le jardin botanique de Pondichéry (aussi appelé localement Puducherry Botanical Garden, en anglais; ou புதுச்சேரி தாவரவியல் பூங்கா
en tamoul) est un établissement public situé à Pondichéry, sur le territoire de Pondichéry, en Inde.

## Historique
Mentionné dès 1740, le but principal de ce Jardin botanique à cette époque était d'étudier les performances de diverses plantes cultivables et d'identifier les plantes adaptées en fonction de leur acclimatation aux conditions agro-climatiques de Pondichéry. Pondichéry étant à cette époque la capitale d'un ensemble de cinq postes commerciaux achetés par les français aux autorités locales, cet espace pouvait accueillir des espèces endémiques d'autres parties du monde (notamment de l'empire colonial français) pour des tests sur l'acclimatation d'espèces nouvelles (par exemple: caféier, cacaotier, bananier, canne à sucre, cotonnier, hévéa, etc.).
Le jardin botanique fut officiellement créé en 1826, sur proposition du botaniste suisse George Samuel Perrottet, qui effectua entre 1819 et 1821 une exploration et des collectes botaniques autour du monde (il publiera à son retour en Europe: Souvenirs d'un voyage autour du monde, 1831). Dès sa création, le lieu fut soumis à l'autorité de différents botanistes – souvent de passage ou en expédition.
En 1829, l'explorateur et naturaliste Victor Jacquemont constata qu'une vaste collection de huit à neuf cents espèces était cultivée sur une surface de 7500m².
À partir de 1838, Perottet prit en charge le jardin et l'enrichit de nouvelles espèces rares, cette fois uniquement pour leur valeur de collection et dans le but de créer un herbier vivant.
Dans la deuxième moitié du siècle, M. le comte Lacour (1870), M. Pelletier (1875) et M. Reynaud (1885) lui succédèrent et contribuèrent à l'introduction de nouvelles plantes.
En 1890, un dénommé Achart fut nommé chef de l'agriculture à Pondichéry et en 1900, il fut nommé directeur du jardin botanique. D'autres botanistes éminents précédèrent M. Achart, notamment le révérend père Dessaint (1884), Monseigneur Leveille (1887-1892), le Dr Paramanandha mariadassou, M. Soupramania Poulle, M. Giblon et le Dr Bigot.
En 1954, à la remise du territoire de Pondichéry aux nouvelles autorités indiennes, la responsabilité de l'entretien de ce jardin fut confiée au ministère indien de l'agriculture.
Il est depuis l'une des principales attractions touristiques de la ville.

## Présentation
Bien que créé sous administration française, le jardin n'a conservé que peu de traces de ses origines (portail d'entrée, plan en croix et quelques arbres centenaires). À présent, son administration et son organisation son plus typiquement tamoules. Il est situé au cœur du quartier historique tamoul de la municipalité.
Le jardin botanique possède une riche collection d'arbres et de plantes de différentes espèces. Les arbres endémiques comprennent des espèces à feuilles caduques et à feuilles persistantes.

### Attractions
En plus d'une exceptionnelle collection acclimatée, le jardin dispose d'un aquarium, d'un Petit Train, d'une fontaine musicale, de parcours thématiques et d'un bureau de renseignements. Un spectacle de fleurs a lieu annuellement, attirant de nombreux touristes.

### Climat
La région bénéficie d'un climat de moussons. La température annuelle moyenne est d'environ 28℃ et la température mensuelle moyenne varie entre 31.7℃ (mai, juin) et 24.2℃ (décembre et janvier), avec une pluviométrie annuelle moyenne de 1253 mm.

## Galerie

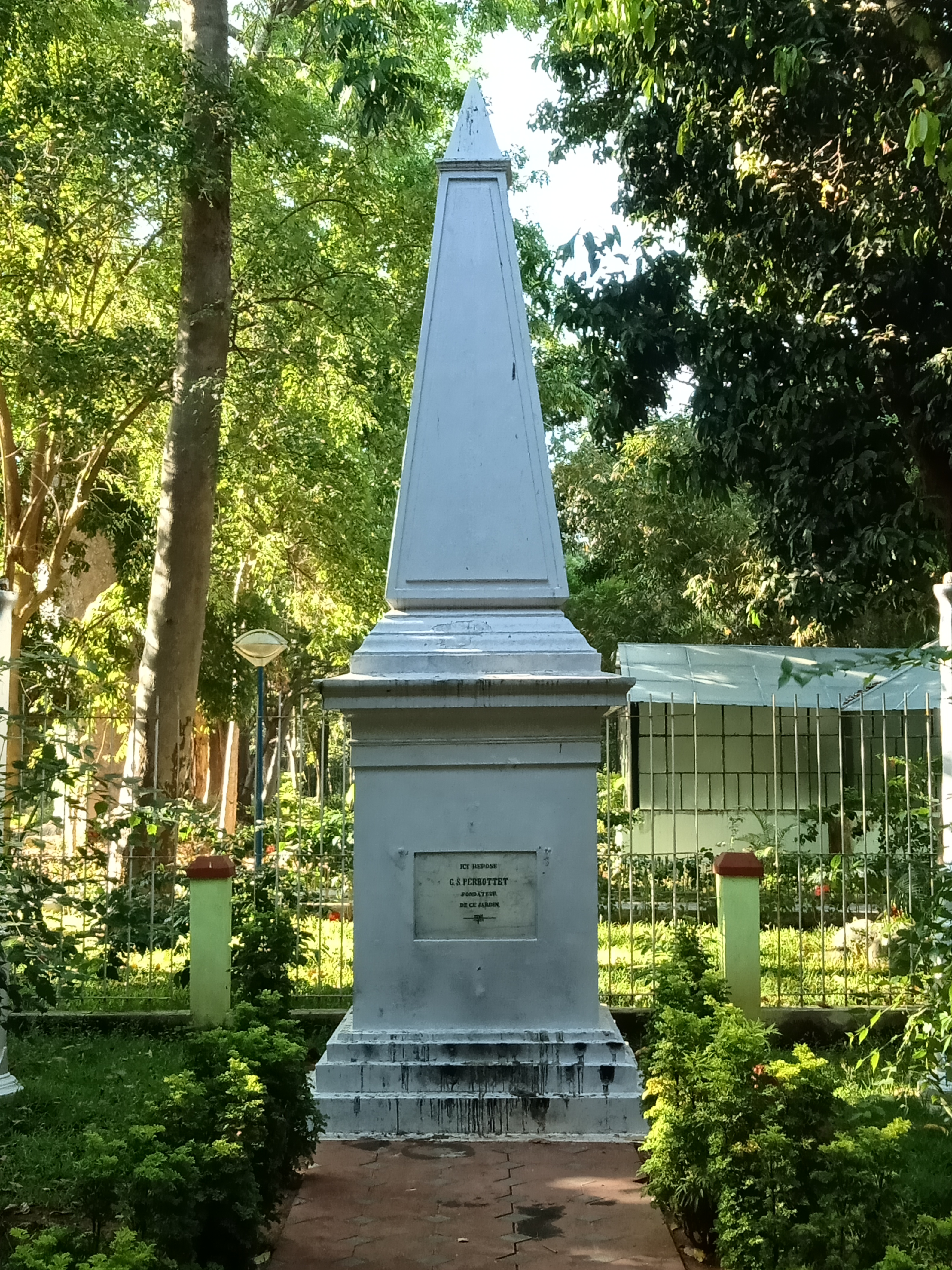
Mémorial au botaniste suisse George Samuel Perrottet, fondateur du jardin.
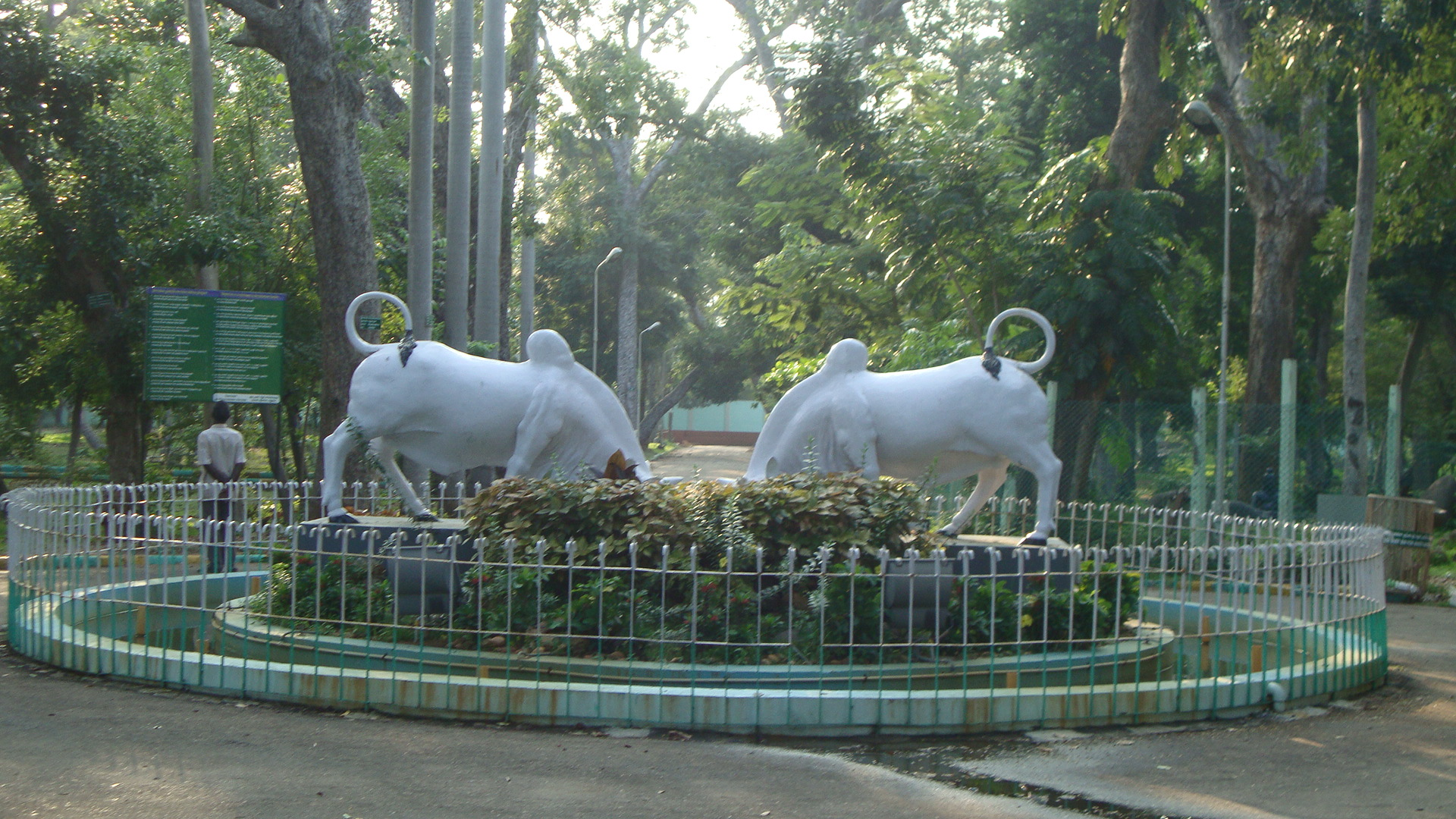
Fontaine des vaches sacrées, près de l'entrée.
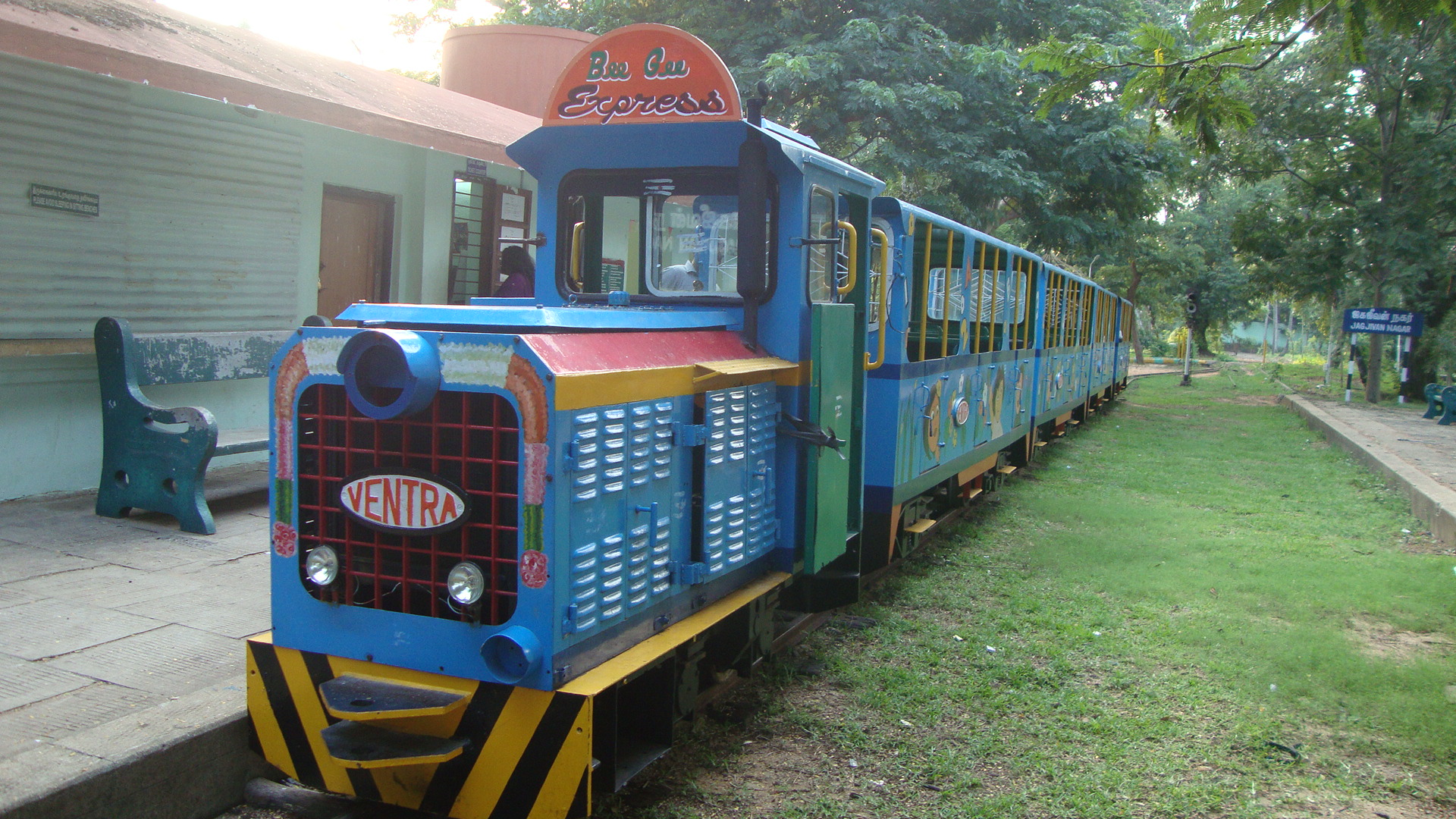
Le Petit Train du jardin botanique occupe un parcours circulaire d'environ 700m.
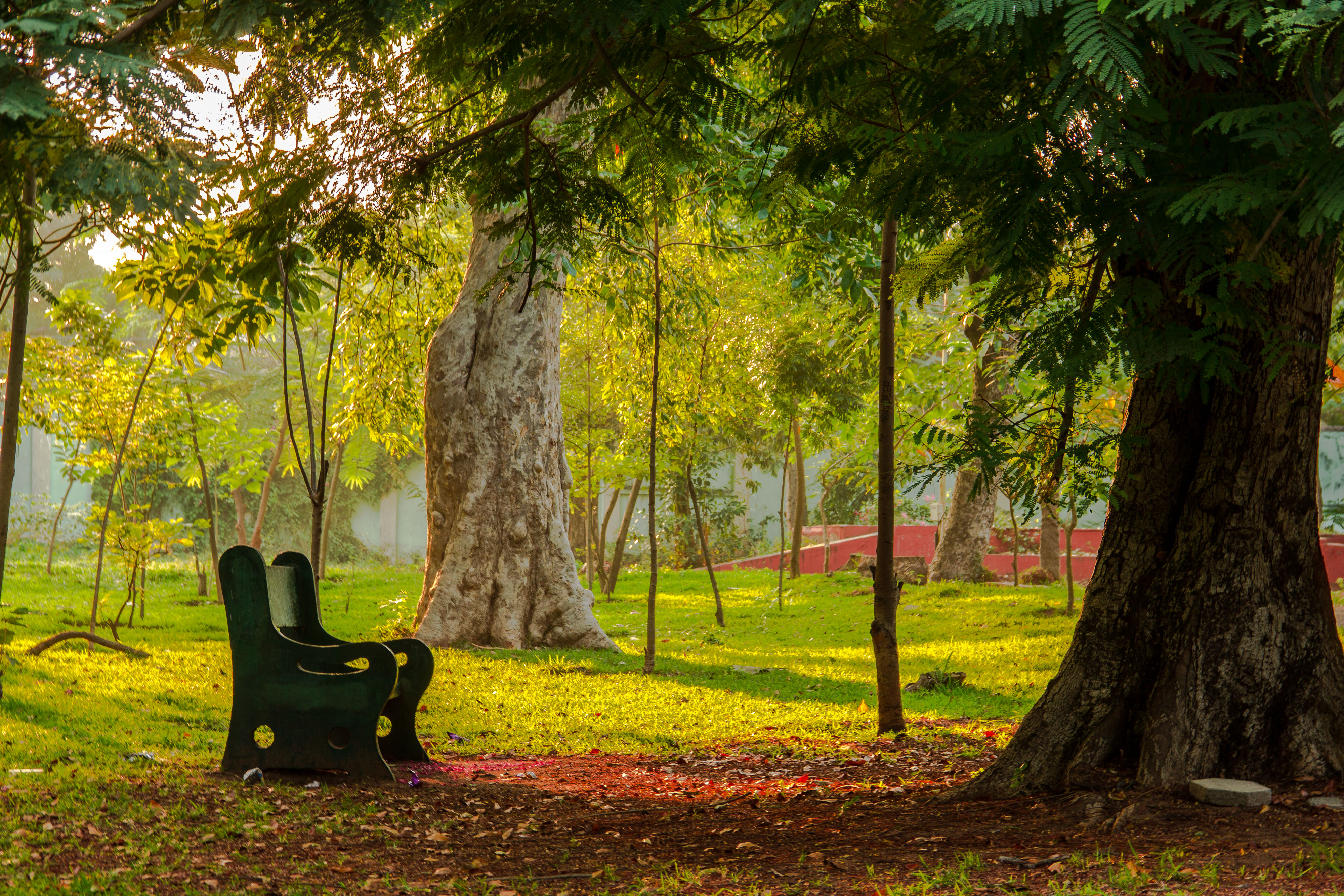
Un banc solitaire du Jardin botanique.
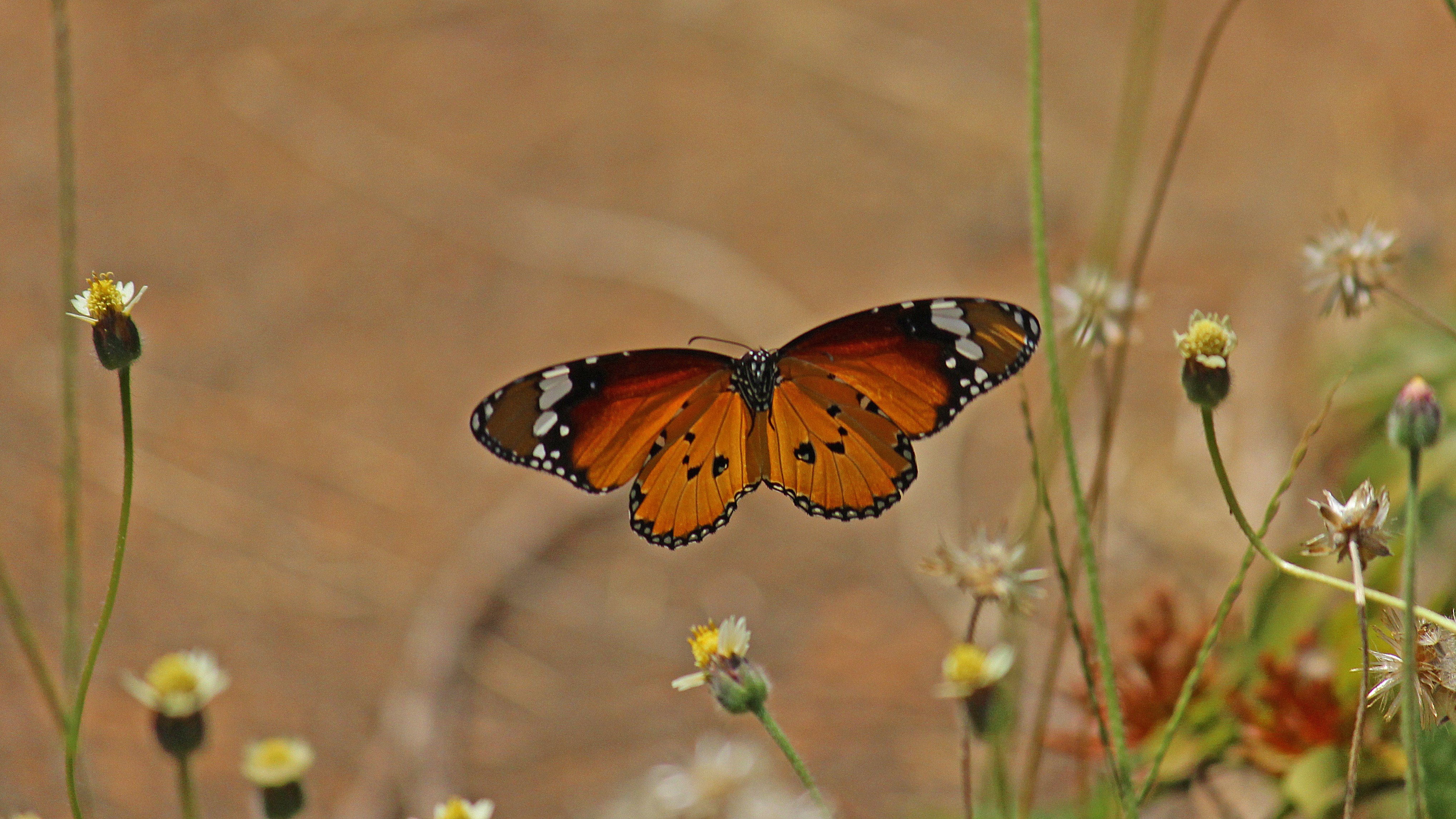
Un papillon de la sous-famille des Danainae, au jardin botanique de Pondichéry.
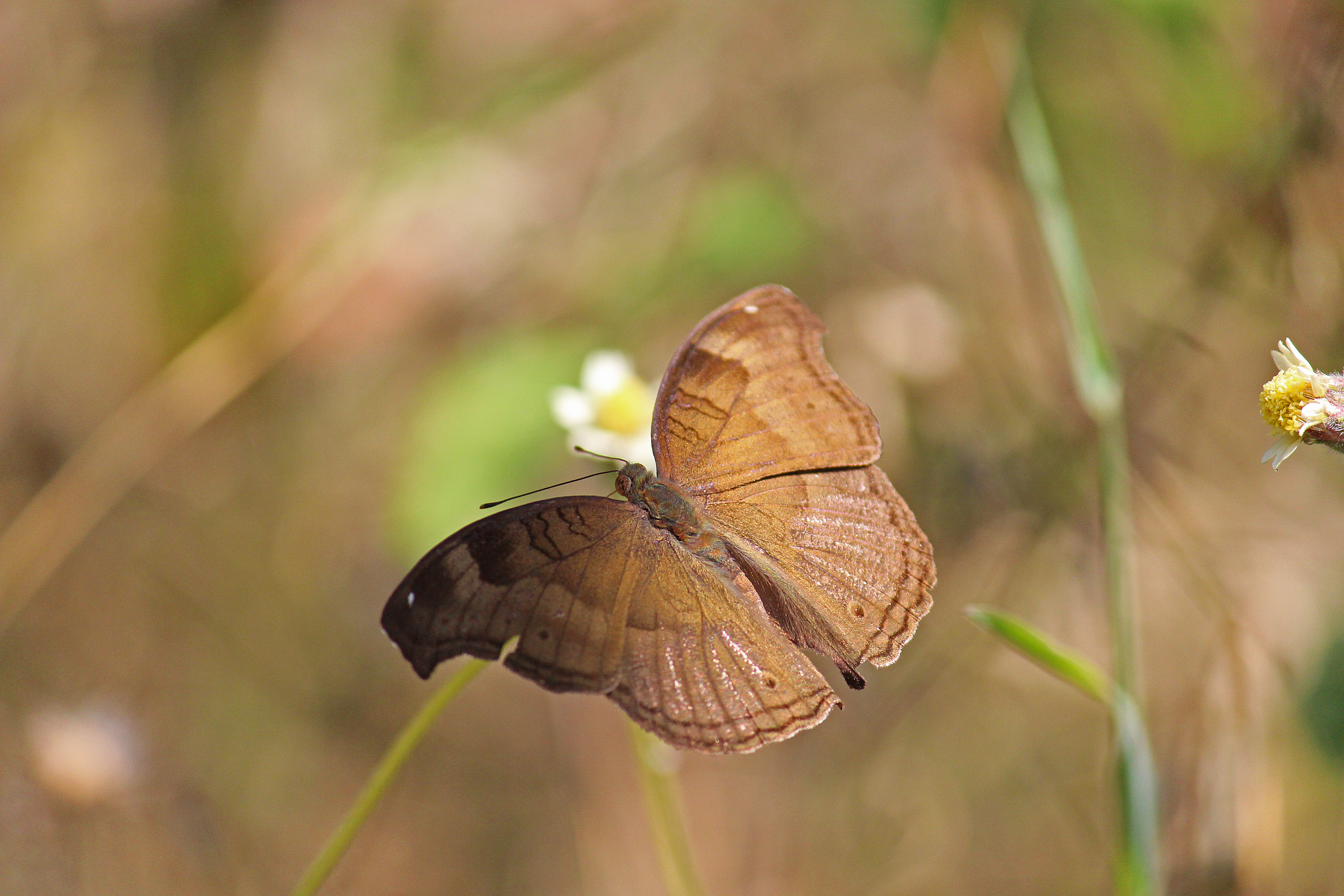
Papillon, Jardin botanique de Pondichéry.
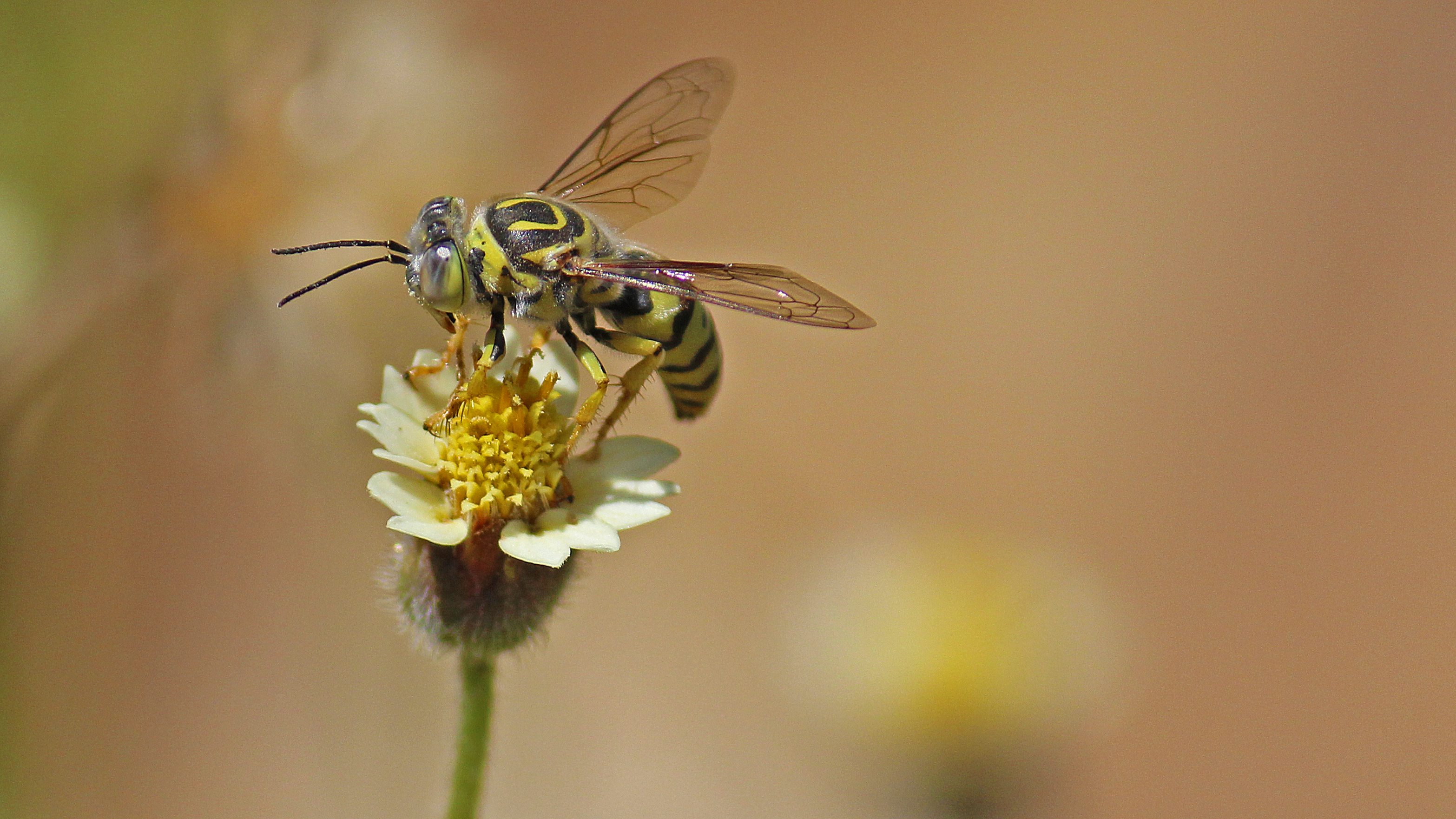
Une guêpe crabronidae butine dans le jardin botanique, Pondichéry.
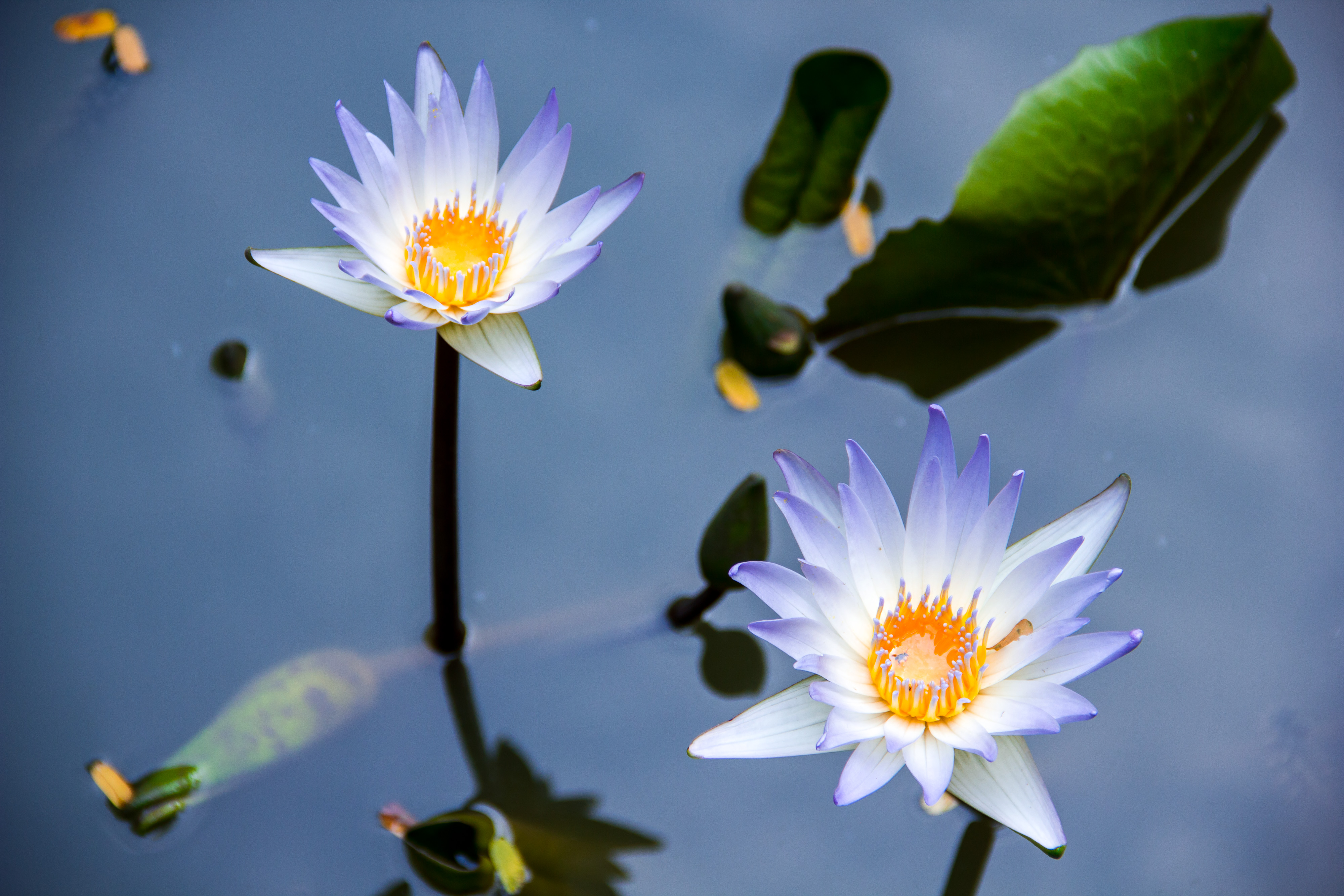
Fleurs de nénuphars, dans un étang du jardin botanique.

## Visite
Le jardin est ouvert de 10h à 17h, tous les jours.
L'entrée au jardin botanique est gratuite. Un tarif d'entrée est demandé pour l'aquarium du jardin et le Petit Train.

## Liens

### Pages liées
- Tamil Nadu
- Botanique

### Pages externes
- Visite vidéo du jardin botanique (en tamoul) sur Youtube.